# Eric Adelberger
Eric George Adelberger (Bryn Mawr, 26 de junio de 1938) es un físico nuclear experimental y metrólogo gravitacional estadounidense.

## Biografía
Se graduó en la Washington-Lee High School (ahora conocida como Washington-Liberty High School) y luego se matriculó en el Instituto de Tecnología de California (Caltech), donde se inspiró en Richard Feynman. En Caltech, se graduó en 1960 con una licenciatura y en 1967 con un doctorado bajo la supervisión de Charles A. Barnes (1921-2015). Como postdoctorado, fue de 1967 a 1968 investigador asociado en Caltech y de 1968 a 1969 investigador asociado en la Universidad Stanford. De 1969 a 1971 fue profesor asistente en la Universidad de Princeton. En la Universidad de Washington en Seattle, fue de 1971 a 1972 profesor asistente, de 1972 a 1975 profesor asociado y de 1975 a 2007 profesor titular, jubilándose en 2007 como profesor emérito. De 1978 a 1981 fue editor asociado de Physical Review Letters.
En el grupo Eöt-wash de la Universidad de Washington, ha investigado la validez de la ley de gravitación de Newton hasta distancias pequeñas, más pequeñas que las distancias mínimas previamente probadas en el rango de mm. En 2007, el grupo pudo descartar dimensiones adicionales superiores a 44 micras y espera poder continuar el experimento hasta unas pocas micras. Con una balanza de torsión mejorada también probaron el principio de equivalencia para diversas sustancias y distancias desde 1 m hasta distancias muy grandes (desde el planeta Tierra hasta el centro de la Vía Láctea). Establecieron nuevos récords de precisión en 2006 y 2008 para el parámetro Eötvös con una precisión que no mejoró hasta el experimento del satélite orbital MICROSCOPE en 2017.
En 1982 recibió el Premio Humboldt. En 1985 recibió el Premio Bonner de Física Nuclear por "sus destacadas contribuciones en el uso de núcleos para estudiar simetrías fundamentales, en particular estudios de violación de paridad y mezcla de isospin". En 2021 recibió, junto con Blayne Heckel y Jens H. Gundlach, el Premio Revelación en Física Fundamental por “mediciones fundamentales de precisión que ponen a prueba nuestra comprensión de la gravedad, investigan la naturaleza de la energía oscura y establecen límites a los acoplamientos con materia oscura."
Fue elegido en 1978 miembro de la Sociedad Estadounidense de Física (APS), en 1994 miembro de la Academia Nacional de Ciencias, y en 1998 miembro de la Academia Estadounidense de Artes y Ciencias.

### Vida personal
Se casó con Audra Elizabeth Browman en agosto de 1961 en Arlington, Virginia. La preja tiene dos niños. Eric y Audra Adelberger a menudo han viajado con mochila y navegado en kayak juntos y apoyan desde hace mucho tiempo a The Wilderness Society y The Nature Conservancy.

## Publicaciones seleccionadas
- Adelberger, E. G.; Haxton, W. C. (1985). «Parity Violation in the Nucleon-Nucleon Interaction». Annual Review of Nuclear and Particle Science 35 (35): 501-558. Bibcode:1985ARNPS..35..501A. doi:10.1146/annurev.ns.35.120185.002441.
- Su, Y.; Heckel, B. R.; Adelberger, E. G.; Gundlach, J. H.; Harris, M.; Smith, G. L.; Swanson, H. E. (1994). «New tests of the universality of free fall». Physical Review D 50 (6): 3614-3636. Bibcode:1994PhRvD..50.3614S. PMID 10018005. doi:10.1103/PhysRevD.50.3614.
- Adelberger, Eric G. et al. (1998). «Solar fusion cross sections». Reviews of Modern Physics 70 (4): 1265-1291. Bibcode:1998RvMP...70.1265A. arXiv:astro-ph/9805121. doi:10.1103/RevModPhys.70.1265. (over 900 citations)
- Hoyle, C. D.; Schmidt, U.; Heckel, B. R.; Adelberger, E. G.; Gundlach, J. H.; Kapner, D. J.; Swanson, H. E. (2001). «Submillimeter Test of the Gravitational Inverse-Square Law: A Search for "Large" Extra Dimensions». Physical Review Letters 86 (8): 1418-1421. Bibcode:2001PhRvL..86.1418H. PMID 11290157. arXiv:hep-ph/0011014. doi:10.1103/PhysRevLett.86.1418.
- Adelberger, E.G.; Heckel, B.R.; Nelson, A.E. (2003). «Tests of the Gravitational Inverse-Square Law». Annual Review of Nuclear and Particle Science 53: 77-121. Bibcode:2003ARNPS..53...77A. arXiv:hep-ph/0307284. doi:10.1146/annurev.nucl.53.041002.110503. (over 900 citations)
- Hoyle, C. D.; Kapner, D. J.; Heckel, B. R.; Adelberger, E. G.; Gundlach, J. H.; Schmidt, U.; Swanson, H. E. (2004). «Submillimeter tests of the gravitational inverse-square law». Physical Review D 70 (4): 042004. Bibcode:2004PhRvD..70d2004H. arXiv:hep-ph/0405262. doi:10.1103/PhysRevD.70.042004.
- Adelberger, E. G. et al. (2011). «Solar fusion cross sections. II. The pp chain and CNO cycles». Reviews of Modern Physics 83 (1): 195-245. Bibcode:2011RvMP...83..195A. arXiv:1004.2318. doi:10.1103/RevModPhys.83.195. (over 800 citations)
- Murphy, T. W.; Adelberger, E. G.; Battat, J B R.; Hoyle, C. D.; Johnson, N. H.; McMillan, R. J.; Stubbs, C. W.; Swanson, H. E. (2012). «APOLLO: Millimeter lunar laser ranging». Classical and Quantum Gravity 29 (18): 184005. Bibcode:2012CQGra..29r4005M. doi:10.1088/0264-9381/29/18/184005.
- Terrano, W. A.; Adelberger, E. G.; Lee, J. G.; Heckel, B. R. (2015). «Short-Range, Spin-Dependent Interactions of Electrons: A Probe for Exotic Pseudo-Goldstone Bosons». Physical Review Letters 115 (20): 201801. Bibcode:2015PhRvL.115t1801T. PMID 26613430. arXiv:1508.02463. doi:10.1103/PhysRevLett.115.201801.
- Lee, J. G.; Adelberger, E. G.; Cook, T. S.; Fleischer, S. M.; Heckel, B. R. (2020). «New Test of the Gravitational 1/ r 2 Law at Separations down to 52 μm». Physical Review Letters 124 (10): 101101. Bibcode:2020PhRvL.124j1101L. PMID 32216404. arXiv:2002.11761. doi:10.1103/PhysRevLett.124.101101.
- Shaw, E. A.; Ross, M. P.; Hagedorn, C. A.; Adelberger, E. G.; Gundlach, J. H. (2022). «Torsion-balance search for ultra low-mass bosonic dark matter». Physical Review D 105 (4): 042007. Bibcode:2022PhRvD.105d2007S. arXiv:2109.08822. doi:10.1103/PhysRevD.105.042007.